# Ludwig Glötzle

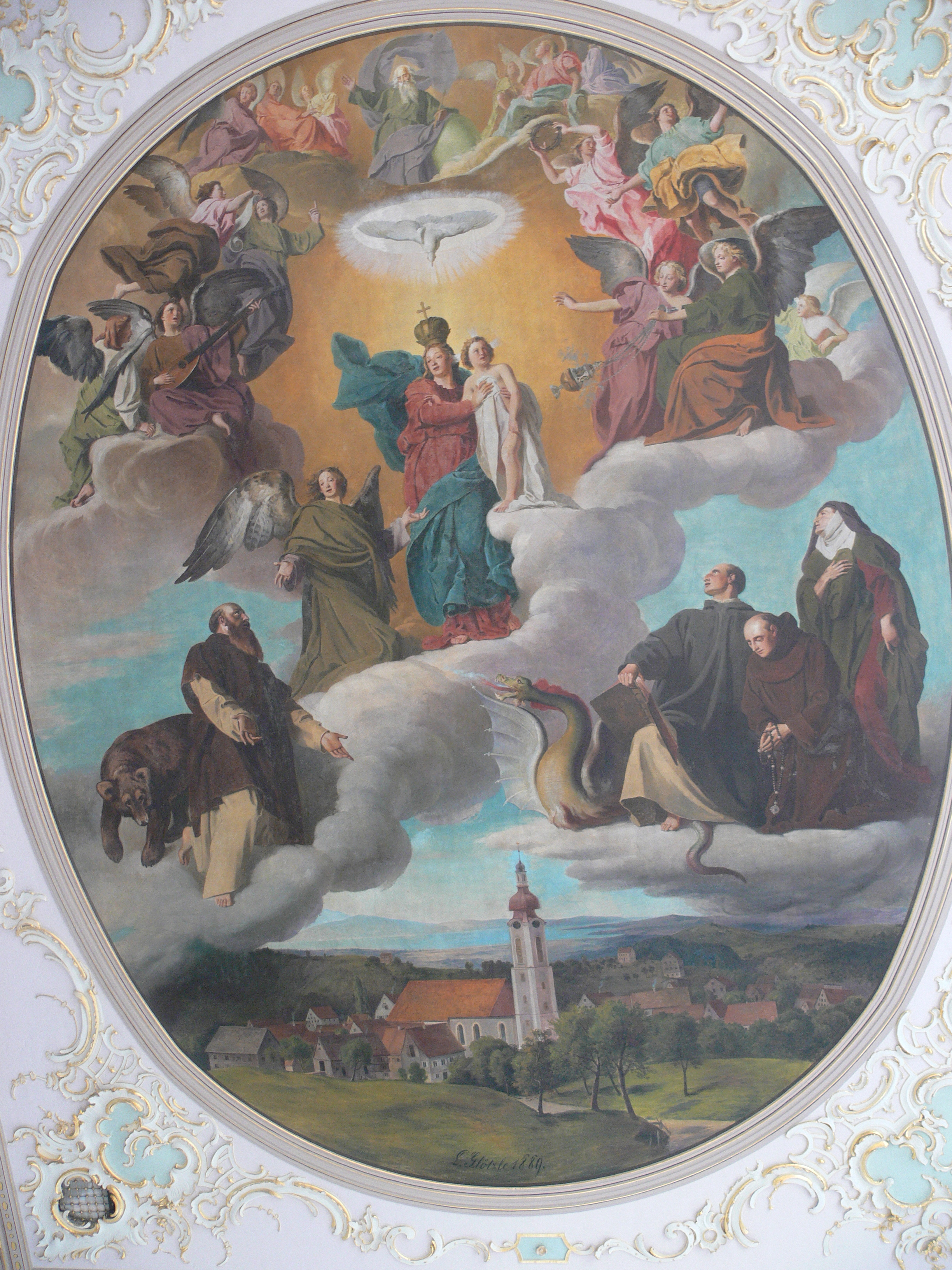
Ludwig Glötzle: Deckengemälde in der Pfarrkirche Scheidegg, 1889

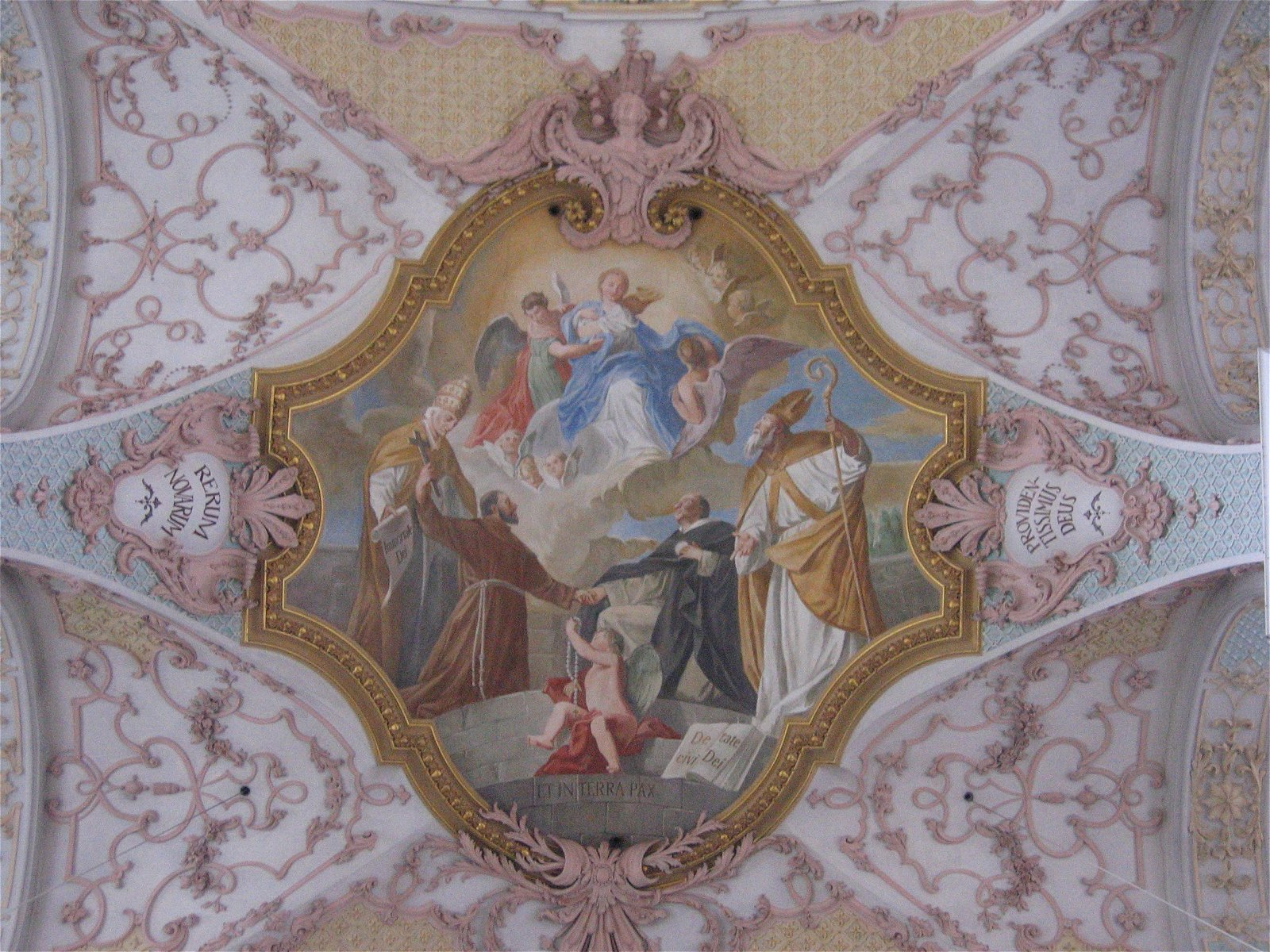
Deckengemälde in der Heilig-Geist-Kirche (München), Rekonstruktion

Ludwig Glötzle (* 7. April 1847 in Immenstadt; † 27. Dezember 1929 in München) war ein deutscher Kunstmaler.

## Leben
Glötzle wurde als viertes Kind des Lithographen, Malers und Buchdruckers Xaver Glötzle und seiner Frau Johanna geboren. Im Jahr 1862 trat er in die Königliche Akademie in München ein, die er sechs Jahre darauf wieder verließ. Einer seiner Lehrer war Johann von Schraudolph.

## Werke
Ludwig Glötzle ist einer der bekanntesten Kirchenmaler Deutschlands. Seine Kunst diente der Kirchenmalerei, nationale Themen hat er nicht behandelt. Anfangs tat er sich sehr schwer mit seiner Selbständigkeit, da im Kirchenbau der neugotische Stil vorherrschte, der Schnitzaltäre und Glasmalerei vorsah. Erst Ende des 19. Jahrhunderts wurden vermehrt Kirchen in neuromanischem und später im neubarocken Stil errichtet, in denen Platz für Monumentalmalerei vorhanden war. Seine ersten Werke waren Die Ausgießung des Heiligen Geistes (1875) für die Kirche in Durach bei Kempten sowie das Gemälde Die Schlüsselübergabe an Petrus (1877), das er für den Hochaltar in seiner heimatlichen Pfarrkirche in Immenstadt gemalt hatte. Glötzle malte für die Kirchen Immenstadts mehr als 20 Bilder, die in den verschiedenen katholischen Kirchen zu bewundern waren und noch sind (u. a. Bilder der drei Tugenden (Deckengemälde, 1904) in der Klosterkirche St. Josef). Besonders in der ihm seit seiner Kindheit vertrauten Gottesackerkapelle wirkte er über Jahre hinweg. In der Kirche St. Georg in Nonn bei Bad Reichenhall befindet sich ein aufwendiges Votivbild für die Gefallenen des Ersten Weltkriegs.
Weitere wichtige Werke finden sich im Salzburger Dom (Auffahrt der Seligen, 1891) und in der Heilig-Geist-Kirche in München. Hier ergänzte er 1888 nach der Erweiterung der Kirche die Deckenfresken der Brüder Asam. Die 1944 zerstörten Fresken wurden 1990 von Karl Manninger rekonstruiert. Das erste Fresko stellt die Wiederherstellung einer christlichen Staatsordnung dar, wie sie in der Bulle Immortale Dei von Papst Leo XIII. gezeichnet ist und zeigt darum diesen
Papst und sein Vorbild, den hl. Augustinus mit dessen Schrift De civitate Dei, sowie Maria, Thomas von Aquin und Franz von Assisi (siehe Bild). Das Fresko über der jetzigen Orgelempore zeigt die Heilige Cäcilia als Patronin der Kirchenmusik.

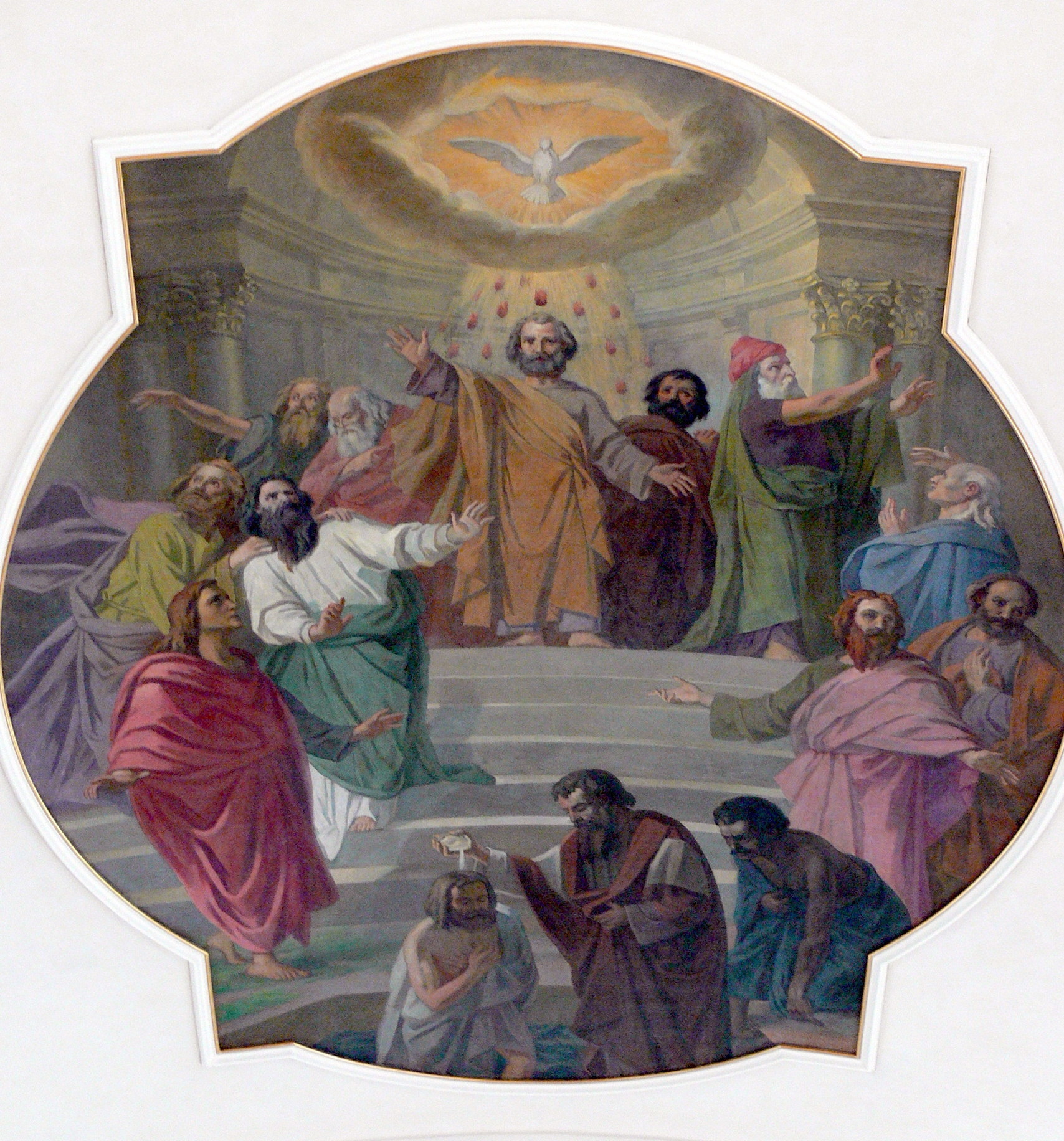
Pfingstwunder (1925), St. Jodok in Bezau (Vorarlberg)

Die Schaffenskraft des Künstlers blieb bis ins hohe Alter ungebrochen. Noch 1925 malte er die Pfarrkirche von Bezau im Bregenzerwald aus. Zu seinen Werken zählen ferner Altargemälde für nordamerikanische Kirchen sowie Porträts, Stillleben und Landschaften. Er hinterließ ein umfangreiches Werk. Von 1879 bis 1903 war er Mitglied des Münchner Vereins für Christliche Kunst.
Die Stadt Immenstadt benannte ihm zu Ehren die Ludwig-Glötzle-Straße.

## Illustrationen
- Das Vater Unser: im Geiste der ältesten Kirchenväter in Bild und Wort. Neun Heliogravüren. Freiburg im Breisgau [u. a.]: Herder 1899, Neuauflage 1911
- Das Vaterunser und Ave Maria in Wort und Bild. Text von Edmund Jehle. Eingedr. Bilder von Ludwig Glötzle, Paderborn: F. Schöningh 1929